# (1648) Shajna
(1648) Shajna est un astéroïde de la ceinture principale.

## Description
(1648) Shajna est un astéroïde de la ceinture principale. Il fut découvert le 5 septembre 1935 à Simeis par Pelagueïa Shajn. Il présente une orbite caractérisée par un demi-grand axe de 2,24 UA, une excentricité de 0,21 et une inclinaison de 4,6° par rapport à l'écliptique.

## Compléments